# 索萊峰
46°31′30.6″N 8°46′4.4″E / 46.525167°N 8.767889°E
索萊峰（Pizzo del Sole），是瑞士的山峰，位於該國南部，由提契諾州負責管轄，屬於勒蓬廷山的一部分，該山峰海拔高度2,773米，每年平均降雨量2,204毫米。